# 3-O-甲基多巴
3-O-甲基多巴（英語：3-O-Methyldopa，缩写3-OMD）是一种有机化合物，化学式C10H13NO4，是L-多巴在体内的主要代谢产物，由儿茶酚-O-甲基转移酶甲基化生成。